# 臭化ベリリウム
臭化ベリリウム (beryllium bromide) はBeBr2で表されるベリリウムの臭化物である。非常に吸湿性が良く、水に良く溶ける。

## 反応
臭化ベリリウムは、500 ℃〜700℃の温度で単体の臭素と金属ベリリウムを反応させることで得ることができる。:
{\displaystyle {\ce {Be\ + Br2 ->BeBr2}}}
臭化ベリリウムは、酸化ベリリウムと臭化水素酸（液体）もしくは臭化水素を反応させることによっても得ることができる。
{\displaystyle {\ce {BeO\ + 2 HBr -> BeBr2\ + H2O}}}

## 安全性
摂取または吸入した場合に有害である。